# Dobrovodský hřbitov
Dobrovodský hřbitov leží v lese na konci Hornické ulice za severním okrajem obce Dobrá Voda u Českých Budějovic. Byl založen v roce 1912. Menší hřbitov na východním okraji Dobré Vody již patří do katastrálního území Třebotovic. Některé z místních náhrobků jsou dílem anglického sochaře Edwina Schopenhauera, který je zde také pochován.

## Edwin Schopenhauer a další významní pochovalí
Zde pochovaný Edwin Schopenhauer byl původem anglický sochař, který měl na Dobré Vodě svůj dům. Kromě několika náhrobků na dobrovodském hřbitově byl také autorem portálu ústí místní štoly sv. Barbory. Působil však nejen na Dobré Vodě, ale i v Českých Budějovicích, kde je jeho významným dílem například sousoší kozla a čtyř dětí z roku 1925, které zdobilo nově vzniklý městský park Háječek. Ten byl v té době budován na místě bývalého Krumlovského rybníka.
Mezi další významné lidi, kteří jsou pohřbeni na dobrovodském hřbitově, patří například Rudolf Perner (1858–1933), člen významného zvonařského rodu Pernerů, nebo spisovatel František Malý (1874–1936).

## Galerie

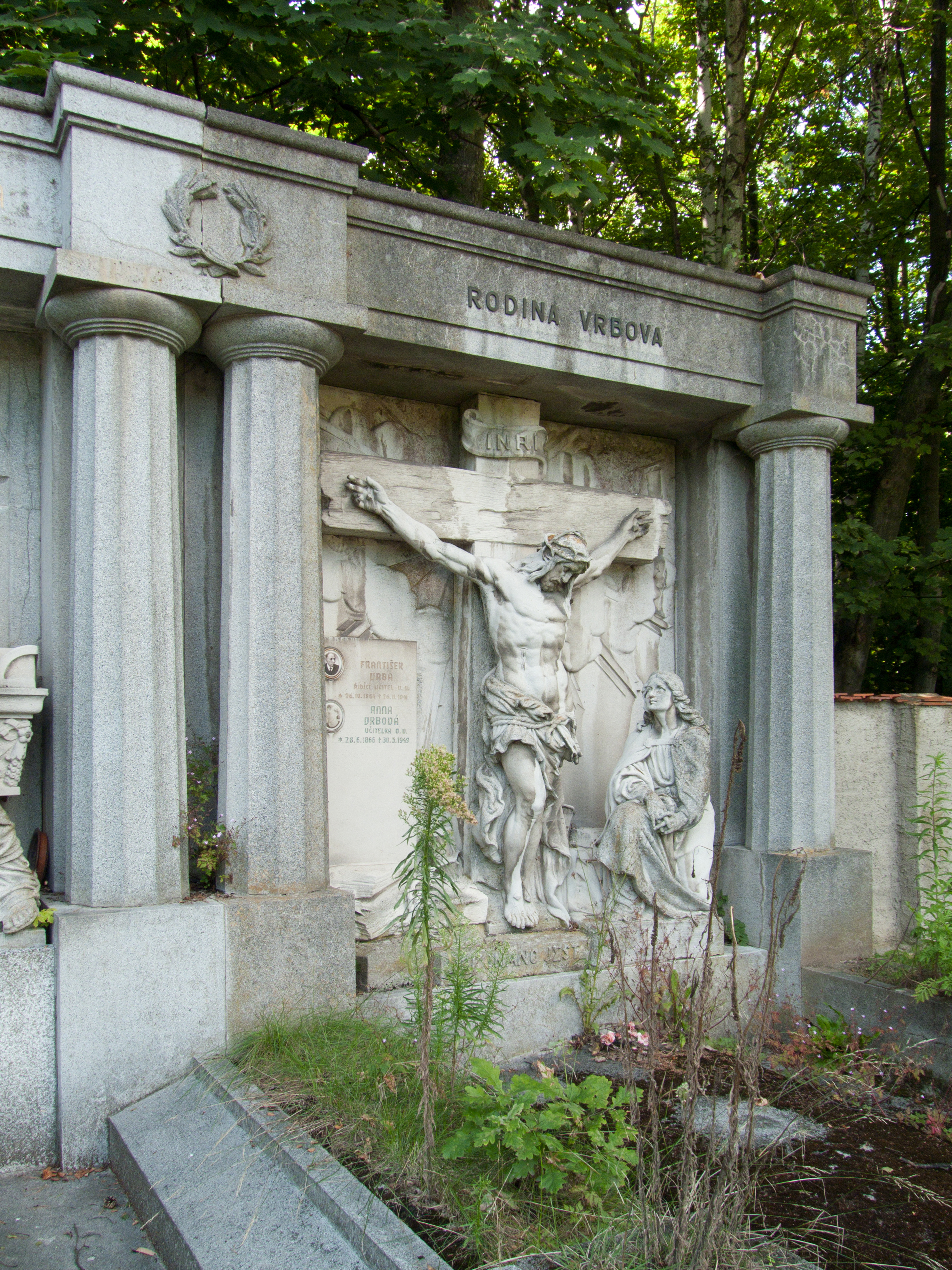
Hrob řídícího učitele Františka Vrby a jeho ženy
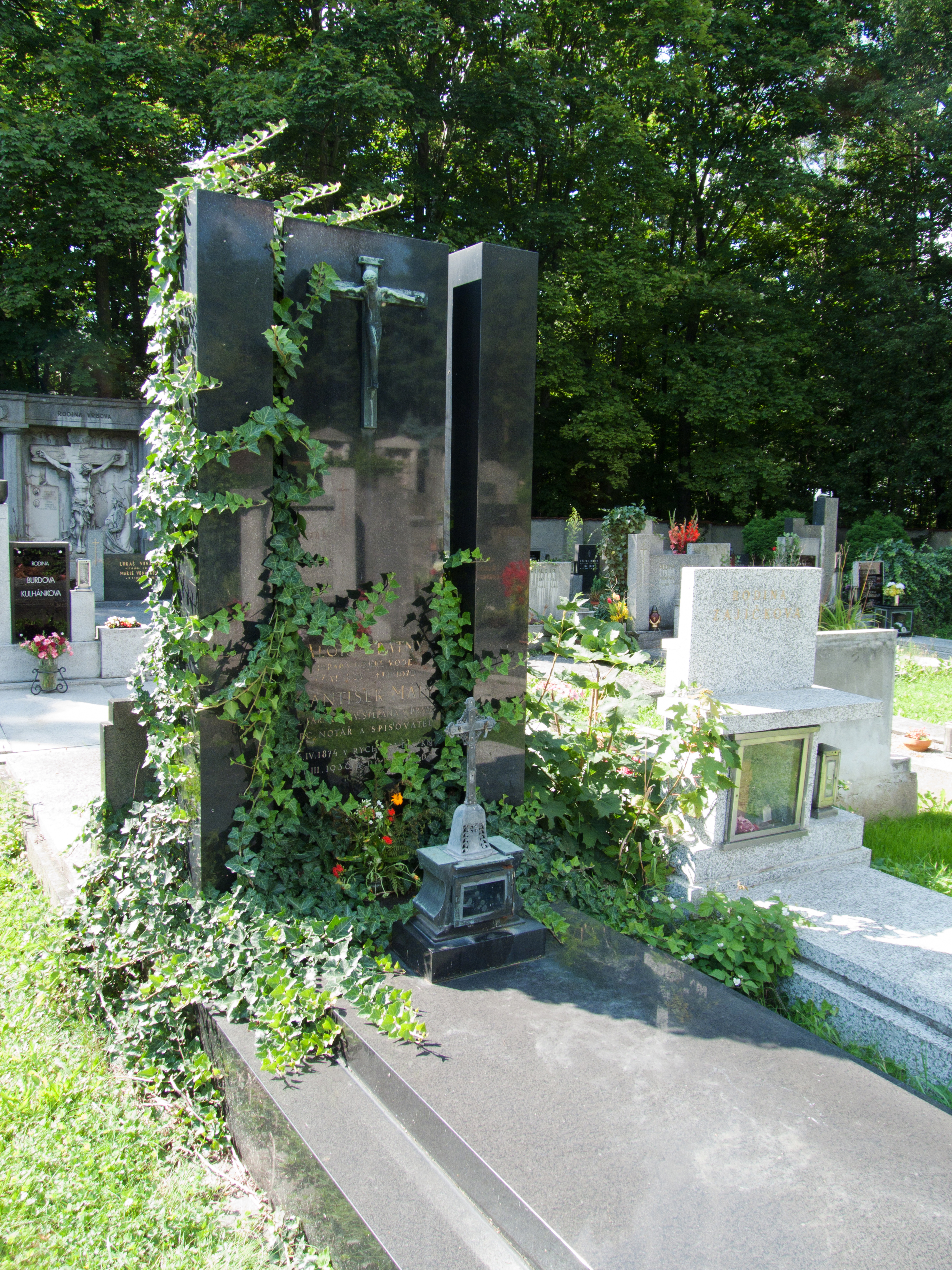
Hrob spisovatele Františka Malého